# Dicloramina
La dicloramina es un compuesto inorgánico reactivo cuya fórmula química es NHCl
2. Es una de las tres cloraminas del amoníaco, siendo las otras la monocloramina (NH
2Cl ) y el tricloruro de nitrógeno (NCl
3). Este gas amarillo es inestable y reacciona con muchos materiales.  Se forma por una reacción entre el amoniaco y el cloro o hipoclorito de sodio . Es un subproducto formado durante la síntesis de monocloramina y tricloruro de nitrógeno.

## Síntesis
La dicloramina se puede preparar mediante una reacción entre la monocloramina y el cloro o el hipoclorito de sodio:
NH
2Cl + Cl
2 → NHCl
2 + HCl
La dicloramina se forma cuando el cloro (Cl₂) reacciona con el amoníaco (NH₃) en ciertas condiciones, particularmente cuando hay un exceso de cloro en la mezcla. El proceso de formación generalmente sigue estas reacciones:
- Monocloramina (NH₂Cl): NH₃ + Cl₂ → NH₂Cl + HCl
- Dicloramina (NHCl₂): NH₂Cl + Cl₂ → NHCl₂ + HCl

## Reacciones
La dicloramina reacciona con el ion hidróxido, que puede estar presente en el agua o provenir de moléculas de agua, para producir nitroxilo y el ion cloruro.

## Usos
La dicloramina no es tan utilizada comercialmente como la monocloramina, pero se forma como subproducto en ciertos procesos de desinfección de agua potable. Las cloraminas, en general, se usan como agentes desinfectantes en sistemas de agua debido a su capacidad para matar microorganismos. La monocloramina es preferida debido a su mayor estabilidad y menor toxicidad, pero en algunas condiciones, como cuando hay un exceso de cloro, puede formarse dicloramina, que es más inestable y tiende a descomponerse.